# Renault Clio III
La Renault Clio III est une citadine polyvalente du constructeur automobile français Renault produite du 16 septembre 2005 à décembre 2014. C'est la 3e génération de Clio, après la Clio I en 1990 et la Clio II en 1998.
La Renault Clio III a remporté le Trophée européen de la voiture de l'année en 2006.

## Historique
La Renault Clio III (code projet X85) est conçue au Technocentre Renault. Elle est initialement fabriquée dans l'usine de Flins. Depuis 2006, elle est également produite dans les usines de Valladolid (Espagne), de Bursa (Turquie) et de Novo Mesto (Slovénie). L'usine de Bursa est la seule à produire les versions break Clio Estate.
- Présentation au salon de Genève en mars 2005[2].
- Présentation à la presse en juin 2005.
- Élue Voiture de l'année 2006, 15 ans après la Clio I[3].

Elle est la voiture la plus vendue en France en 2006, 2011 et 2012, devant sa principale rivale, la Peugeot 207.

### Phase 1 (2005 - 2009)

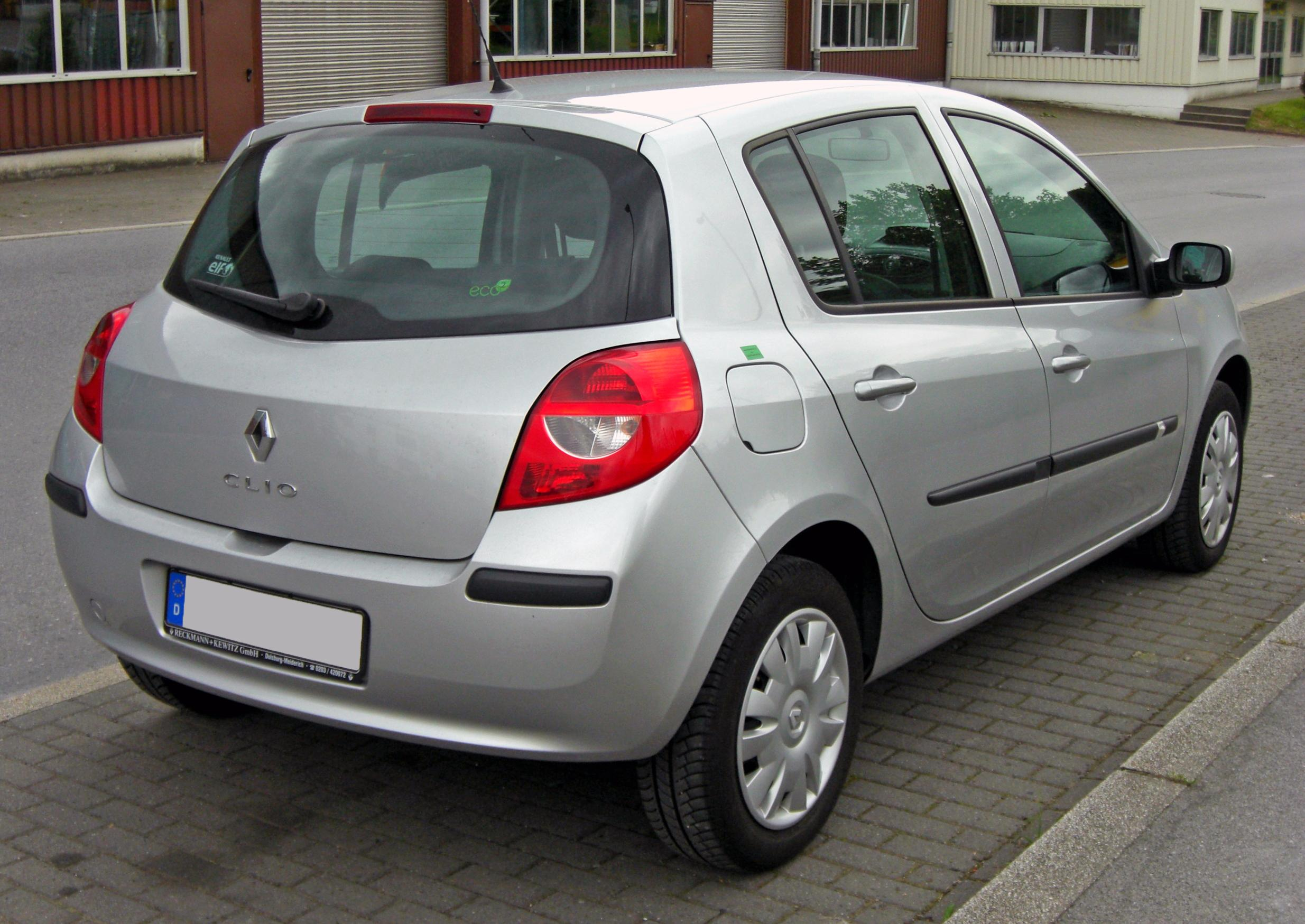
Renault Clio III phase 1.

- Commercialisation en France à partir du 16 septembre 2005.
- Entre le 23 juin 2006 et mai 2007, Clio III RS est produite à 8 000 exemplaires.
- Le 18 janvier 2008, la version break de la Clio III est lancée. Cette nouvelle Clio prend le nom de « Clio Estate » (sur le marché français), emprunté à la nouvelle Laguna III break dénommée également « Estate ». Cette voiture avait fait l'objet d'une étude de style en 2007 : Clio Grand Tour concept. Elle peut se nommer Clio GrandTour, Clio Sport Tourer ou encore Grand-Clio sur d'autres marchés.

Le poids est en augmentation de 38 % (790 à 1 090 kg) par rapport à la Clio I de 1990, en bonne partie à cause des dimensions en hausse : sa longueur est supérieure de 27,6 cm, sa largeur de 7,7 cm et sa hauteur de 9,6 cm.

### Phase 2 (2009 - 2012)

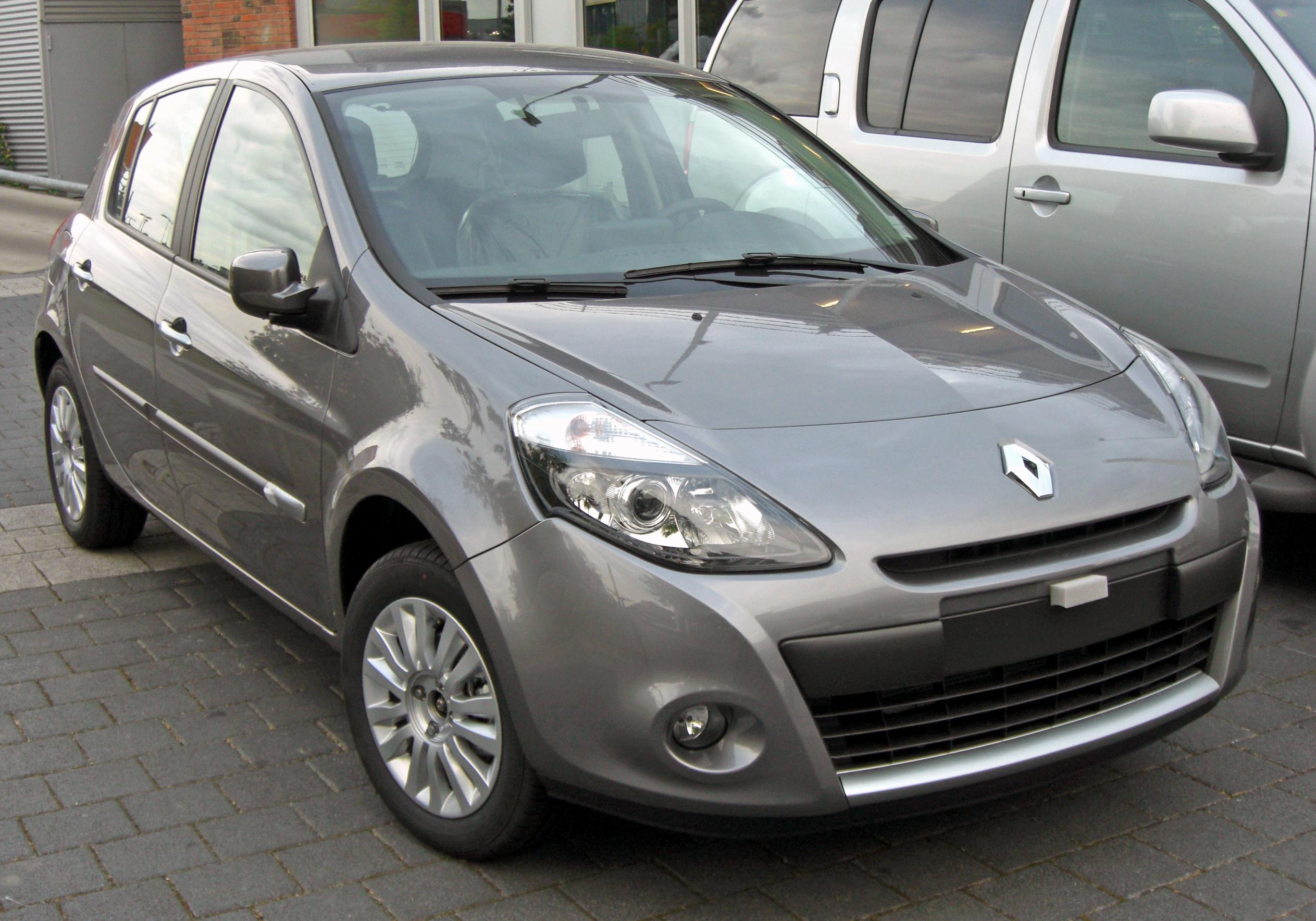
Renault Clio III phase 2.

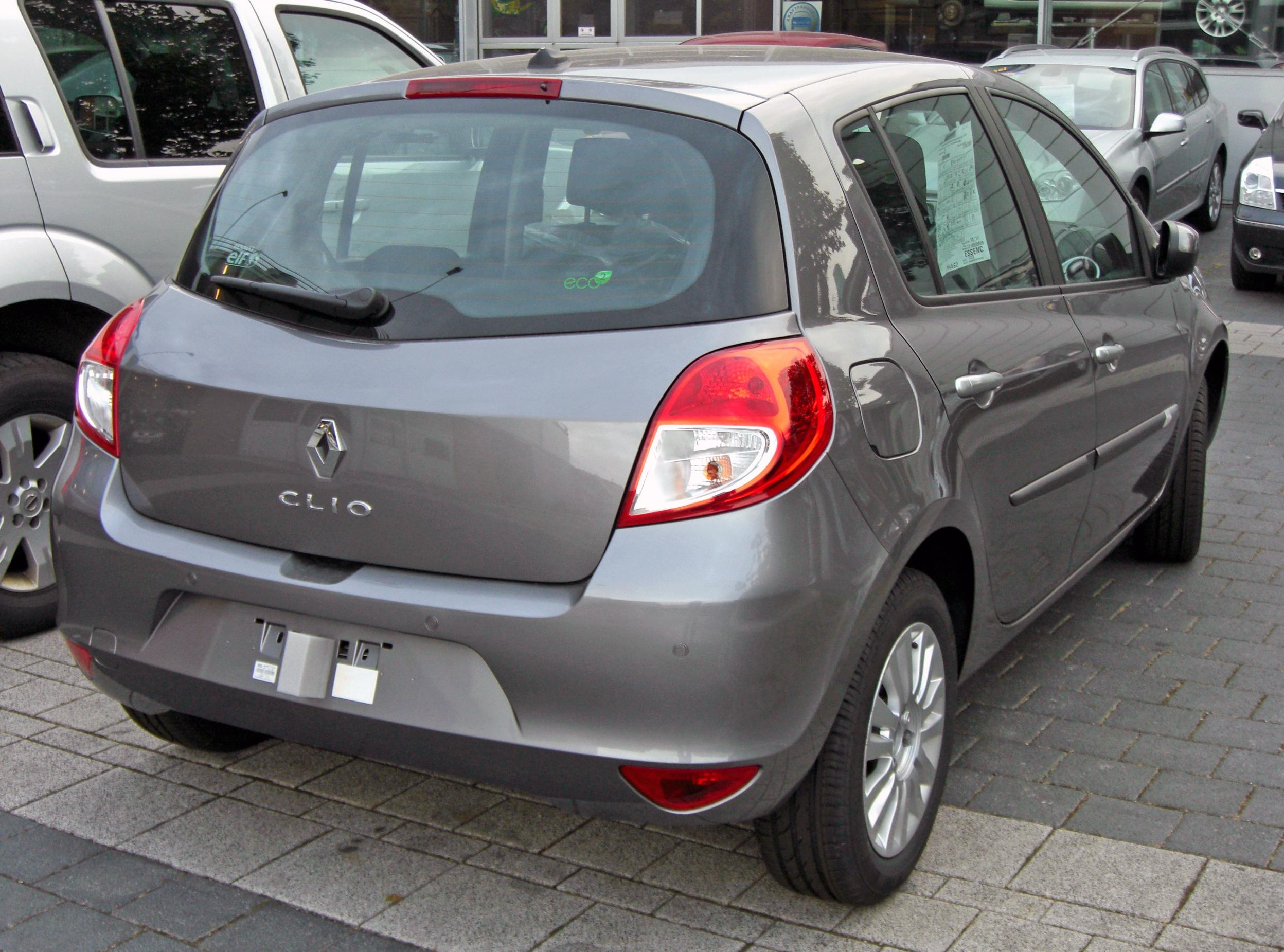
Renault Clio III phase 2.

La Clio III est restylée le 23 avril 2009 avec un nouveau style plus dynamique et raffiné. Elle adopte une nouvelle face avant (nouveaux phares, nouvelle calandre et nouveaux antibrouillards), une nouvelle face arrière (nouveaux feux, nouveaux feux brouillard et nouveau pare-chocs), un nouveau style intérieur d'un standing élégant[réf. nécessaire] et une longueur extérieure totale en hausse de 4 cm. Le restylage voit l'apparition d'une édition spéciale "TomTom Edition" incluant un système GPS Carminat TomTom placé sur le tableau de bord à la place de l'horloge numérique. Seule distinction extérieure de cette version : un sticker "Tomtom Edition" placé sur l'aile avant .
Le break Clio GrandTour ou Estate et la sportive RS (Renault Sport) profitent du même restylage. À cette occasion, la Clio RS voit sa puissance passer de 200 à 203 ch. Apparaît une version GT se situant entre les 1.6 16v et RS. Désormais, deux versions du 1.6 16v sont proposées, avec respectivement 111 et 128 ch. La sportive RS et le break Estate gardent les feux arrière de la phase I.

### Clio Collection (2012 - 2014)
En parallèle à la production de la quatrième génération, Renault prolonge la production de la Clio III pendant 2 ans en petite série, signant la fin de sa production. Cette version appelée « Collection » est fabriquée uniquement dans l'usine de Flins, aux côtés de la Clio IV et de la citadine électrique Zoé. Elle est disponible en 3 ou 5 portes avec un moteur essence ou diesel de 75 ch eco².

## Caractéristiques techniques
La capacité du réservoir d'essence est de 55 litres.
Châssis
- Modèle 3 et 5 portes au lancement (5 places) ;
- Plateforme « B » lancée au départ sur les Nissan Micra et Renault Modus : suspension avant MacPherson, essieu arrière à poutre de torsion ;
- Une version Renault Sport (dite RS) est commercialisée à partir de juin 2006 avec le « Moteur F » de type F4R

### Motorisations
Diesel
| Dénomination               | 1.5 dCi 65            | 1.5 dCi 70            | 1.5 dCi 70            | 1.5 dCi 75            | 1.5 dCi 85           | 1.5 dCi 90            | 1.5 dCi 90            | 1.5 dCi 90            | 1.5 dCi 105           | 1.5 dCi 105 FAP       |
| Type moteur                | K9K                   | K9K                   | K9K                   | K9K                   | K9K                  | K9K                   | K9K                   | K9K                   | K9K                   | K9K                   |
| Indice moteur              | 752                   | 768                   | 768                   | 770                   | 766                  | 770                   | 770                   | 770                   | 764                   | 772                   |
| Cylindrée (cm3)            | 1461                  | 1461                  | 1461                  | 1461                  | 1461                 | 1461                  | 1461                  | 1461                  | 1461                  | 1461                  |
| Alésage (mm) / course (mm) | 76,0 / 80,5           | 76,0 / 80,5           | 76,0 / 80,5           | 76,0 / 80,5           | 76,0 / 80,5          | 76,0 / 80,5           | 76,0 / 80,5           | 76,0 / 80,5           | 76,0 / 80,5           | 76,0 / 80,5           |
| Architecture               | 4-cylindres en ligne  | 4-cylindres en ligne  | 4-cylindres en ligne  | 4-cylindres en ligne  | 4-cylindres en ligne | 4-cylindres en ligne  | 4-cylindres en ligne  | 4-cylindres en ligne  | 4-cylindres en ligne  | 4-cylindres en ligne  |
| Puissance maximale ch (kW) | 64                    | 68                    | 68                    | 75                    | 86                   | 88                    | 88                    | 88                    | 106                   | 103                   |
| au régime de (tr/min)      | 3750                  | 4000                  | 4000                  | 3750                  | 3750                 | 4000                  | 4000                  | 4000                  | 4000                  | 4000                  |
| Couple maximal N m         | 160                   | 160                   | 160                   | 180                   | 200                  | 200                   | 200                   | 200                   | 240                   | 240                   |
| au régime de (tr/min)      | 1900                  | 1700                  | 1700                  | 1750                  | 1900                 | 1750                  | 1750                  | 1750                  | 2000                  | 2000 (1750)           |
| Boîte de vitesses          | Manuelle à 5 rapports | Manuelle à 5 rapports | Manuelle à 5 rapports | Manuelle à 5 rapports | BVM5 ou BVR5         | Manuelle à 5 rapports | Manuelle à 5 rapports | Manuelle à 5 rapports | Manuelle à 6 rapports | Manuelle à 6 rapports |
| Vitesse maximale (km/h)    | 165                   | 162                   | 162                   | 165                   | 174                  | 176                   | 176                   | 182                   | 190                   | 186 (190)             |
| 0-100 km/h (s)             | 14,9                  | 15,2                  | 15,2                  | 15,0                  | 12,7                 | 11                    | 12                    | 12,7                  | 11,1                  | 11,3 (10,2)           |
| Consommation (L/100 km)    | 4,4                   | 4,5                   | 4,3                   | 4                     | 4,3                  | 4                     | 3,7                   | 3,4                   | 4,6                   | 4,7 (4,2)             |
| Émissions de CO2 (g/km)    | 115                   | 120                   | 115                   | 106                   | 115                  | 106                   | 94                    | 89                    | 123                   | 124 (110)             |
| Norme environnementale     | Euro 4                | Euro 4                | Euro 4                | Euro 5                | Euro 4               | Euro 5                | Euro 5                | Euro 5                | Euro 4                | Euro 4 puis Euro 5    |

Essence
| Dénomination               | 1.2 16V               | 1.2 16V                | 1.2 TCe               | 1.4 16V               | 1.6 16V               | 1.6 16V                  | 1.6 16V               | 2.0 16V               | 2.0 16V                  | 2.0 16V               | 2.0 16V               |
| Types moteurs              | D4F                   | D4F                    | D4FT                  | K4J                   | K4M                   | K4M                      | K4M                   | M4R                   | M4R                      | F4R                   | F4R                   |
| Cylindrée (cm3)            | 1149                  | 1149                   | 1149                  | 1390                  | 1598                  | 1598                     | 1598                  | 1997                  | 1997                     | 1998                  | 1998                  |
| Alésage (mm) / course (mm) | 69 / 76,8             | 69 / 76,8              | 69 / 76,8             | 79,5 / 70             | 79,5 / 80,5           | 79,5 / 80,5              | 79,5 / 80,5           | 84 / 90,1             | 84 / 90,1                | 82,7 / 93             | 82,7 / 93             |
| Architecture               | 4-cylindres en ligne  | 4-cylindres en ligne   | 4-cylindres en ligne  | 4-cylindres en ligne  | 4-cylindres en ligne  | 4-cylindres en ligne     | 4-cylindres en ligne  | 4-cylindres en ligne  | 4-cylindres en ligne     | 4-cylindres en ligne  | 4-cylindres en ligne  |
| Puissance maximale ch (kW) | 75                    | 80                     | 101 (105)             | 98                    | 110                   | 110                      | 128                   | 140                   | 140                      | 197                   | 200 (203)             |
| au régime de (tr/min)      | 5500                  | 5500                   | 5500                  | 6000                  | 6000                  | 6000                     | 6750                  | 5500                  | 5500                     | 7250                  | 7100                  |
| Couple maximal N m         | 105 (107)             | 105                    | 145 (155)             | 127                   | 155 (151)             | 155 (151)                | 155                   | 194                   | 194                      | 215                   | 215                   |
| au régime de (tr/min)      | 4250                  | 4250                   | 3000 (3500)           | 4250                  | 4250                  | 4250                     | 4250                  | 3750                  | 3750                     | 5400                  | 5400                  |
| Boîte de vitesses          | Manuelle à 5 rapports | Robotisée à 5 rapports | Manuelle à 5 rapports | Manuelle à 5 rapports | Manuelle à 5 rapports | Automatique à 4 rapports | Manuelle à 6 rapports | Manuelle à 6 rapports | Automatique à 4 rapports | Manuelle à 6 rapports | Manuelle à 6 rapports |
| Vitesse maximale (km/h)    | 167                   | 167                    | 184                   | 183                   | 190                   | 186                      | 197                   | 205                   | 200                      | 215                   | 225                   |
| 0-100 km/h (s)             | 13,4                  | 13,3                   | 11,0                  | 11,3                  | 10,2                  | 12,2                     | 9,3                   | 8,5                   | 9,0                      | 6,9                   | 6,9                   |
| Consommation (L/100 km)    | 5,9 (5,8)             | 5,9                    | 5,8 (5,4)             | 6,6                   | 6,7                   | 7,5 (7,8)                | 6,9 (6,7)             | 7,3                   | 7,9                      | 8,7                   | 8,2                   |
| Émissions de CO2 (g/km)    | 139 (135)             | 135                    | 137 (125)             | 158                   | 157                   | 179                      | 160 (155)             | 173                   | 187                      | 199                   | 195 (190)             |
| Norme environnementale     | Euro 4 puis Euro 5    | Euro 4 puis Euro 5     | Euro 4 puis Euro 5    | Euro 4                | Euro 4 puis Euro 5    | Euro 4 puis Euro 5       | Euro 4 puis Euro 5    | Euro 4 puis Euro 5    | Euro 4 puis Euro 5       | Euro 4 puis Euro 5    | Euro 4 puis Euro 5    |

## Versions
| Finition                      |                            |                               |                               |                     |                            |          |
| Septembre 2005 - juillet 2006 |                            |                               |                               |                     |                            |          |
| Pack                          | Confort                    | Confort Pack Clim             | Luxe Dynamique                | Luxe Privilège      | Initiale                   | Initiale |
| Août 2006 - octobre 2007      |                            |                               |                               |                     |                            |          |
| Authentique                   | Expression                 | Dynamique                     | Privilège                     | Privilège           | Initiale                   | Initiale |
| Série spéciales               |                            |                               |                               |                     |                            |          |
| Exception                     | Rip Curl                   |                               |                               |                     |                            |          |
| Novembre 2007 - mars 2009     |                            |                               |                               |                     |                            |          |
| Authentique                   | Extrême (Claire et Foncée) | Dynamique                     | Privilège                     | Privilège           | Initiale                   | Initiale |
| Série spéciales               |                            |                               |                               |                     |                            |          |
| Exception puis Exception 2    | Exception puis Exception 2 | Rip Curl 2                    | Rip Curl 2                    | Wok Line            | Wok Line                   | Wok Line |
| Avril 2009 - février 2010     |                            |                               |                               |                     |                            |          |
| Authentique                   | Expression                 | Dynamique                     | Exception                     | Exception Pack Cuir | GT                         | GT       |
| Série spéciales               |                            |                               |                               |                     |                            |          |
| RS Cup                        | RS Cup                     | TomTom Édition puis TomTom Go | TomTom Édition puis TomTom Go | Pépite              | Pépite                     | Pépite   |
| Mars 2010 - décembre 2010     |                            |                               |                               |                     |                            |          |
| Access                        | Authentique                | Expression Clim               | Dynamique TomTom              | Exception TomTom    | Exception Pack Cuir TomTom | GT       |
| Série spéciales               |                            |                               |                               |                     |                            |          |
| XV de France                  | XV de France               | XV de France                  | 20 ans                        | 20 ans              | 20 ans                     | 20 ans   |
| Janvier 2011 - juin 2011      |                            |                               |                               |                     |                            |          |
| Access                        | Authentique                | Expression Clim               | XV de France                  | Night & Day         | Initiale                   | GT       |
| Série spéciales               |                            |                               |                               |                     |                            |          |
| Yahoo!                        |                            |                               |                               |                     |                            |          |
| Juillet 2011 - décembre 2011  |                            |                               |                               |                     |                            |          |
| Authentique                   | Expression Clim            | XV de France                  | Night & Day                   | Initiale            | Gordini                    | Gordini  |
| Série spéciales               |                            |                               |                               |                     |                            |          |
| Ice Watch (Be)                |                            |                               |                               |                     |                            |          |
| Janvier 2012 - septembre 2012 |                            |                               |                               |                     |                            |          |
| Authentique                   | Expression Clim            | XV de France                  | Night & Day                   | Initiale            | Gordini                    | Gordini  |
| Série spéciales               |                            |                               |                               |                     |                            |          |
| Alizé                         |                            |                               |                               |                     |                            |          |
| Octobre 2012 - 2013           |                            |                               |                               |                     |                            |          |
| Alizé                         | Alizé                      | Alizé                         | Alizé                         | Business            | Business                   | Business |
| 2013                          |                            |                               |                               |                     |                            |          |
| Zen                           |                            |                               |                               |                     |                            |          |

## Prix en France
Historique des tarifs Clio III :
- de 13 950 € à 21 400 € (3 portes)
- de 14 550 € à 23 300 € (5 portes)
- de 17 050 € à 27 900 € pour les versions haut de gamme (Gordini, GT, Night & Day, Initiale, RS)

Clio III Collection
- à partir de 10 190 € (3 portes) essence
- à partir de 12 790 € (5 portes) diesel

Prix sans options.

## Sécurité
Clio III a obtenu le maximum d'étoiles aux crash-tests Euro NCAP.
- Note totale :  (maximum pouvant être obtenu)
- Chocs frontaux : 100 % de réussite
- Chocs latéraux : 100 % de réussite
- Protection des enfants :  (le maximum pouvant être obtenu est de 5 étoiles)
- Protection des piétons :  (le maximum pouvant être obtenu est de 4 étoiles)

équipements de sécurité fournis en série dans la renault clio 3 :
- Airbag conducteur
- Airbag passager désactivable
- Airbags latéraux avant 
- ABS 
- ESP

## Clio RS
La Clio se décline en diverses versions Renault Sport, comme les Gordini RS, RS Cup et RedBull Racing RB7.

## Galerie

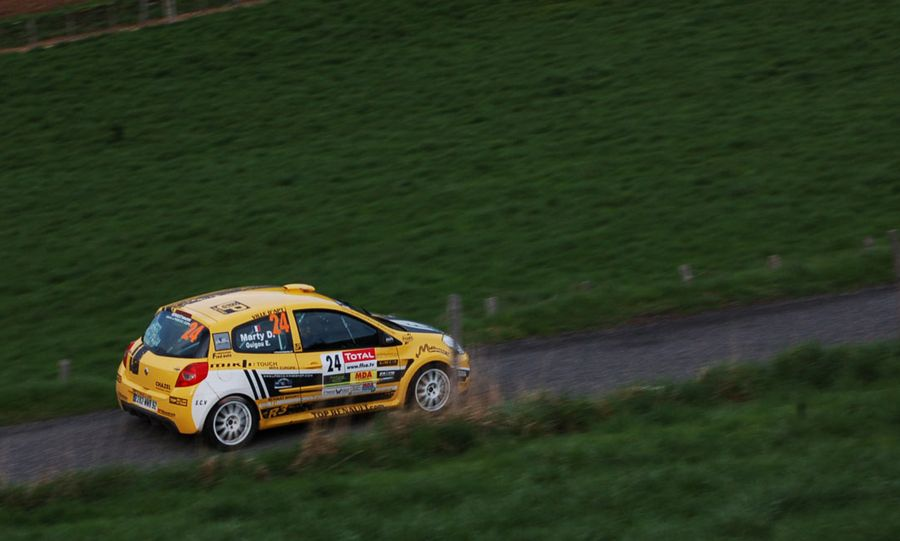
Renault Clio R3 Rallye.
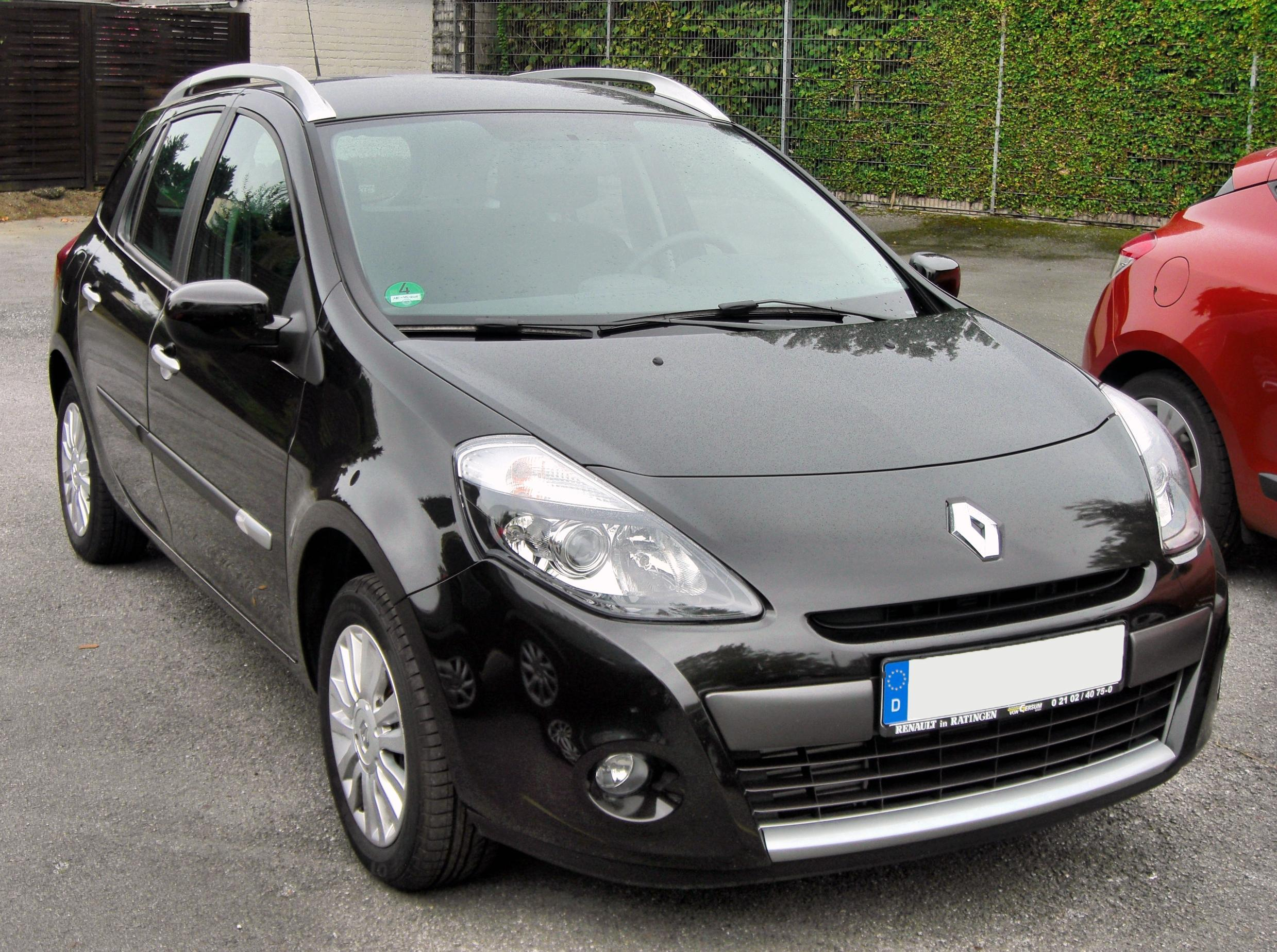
Clio III Estate restylée.
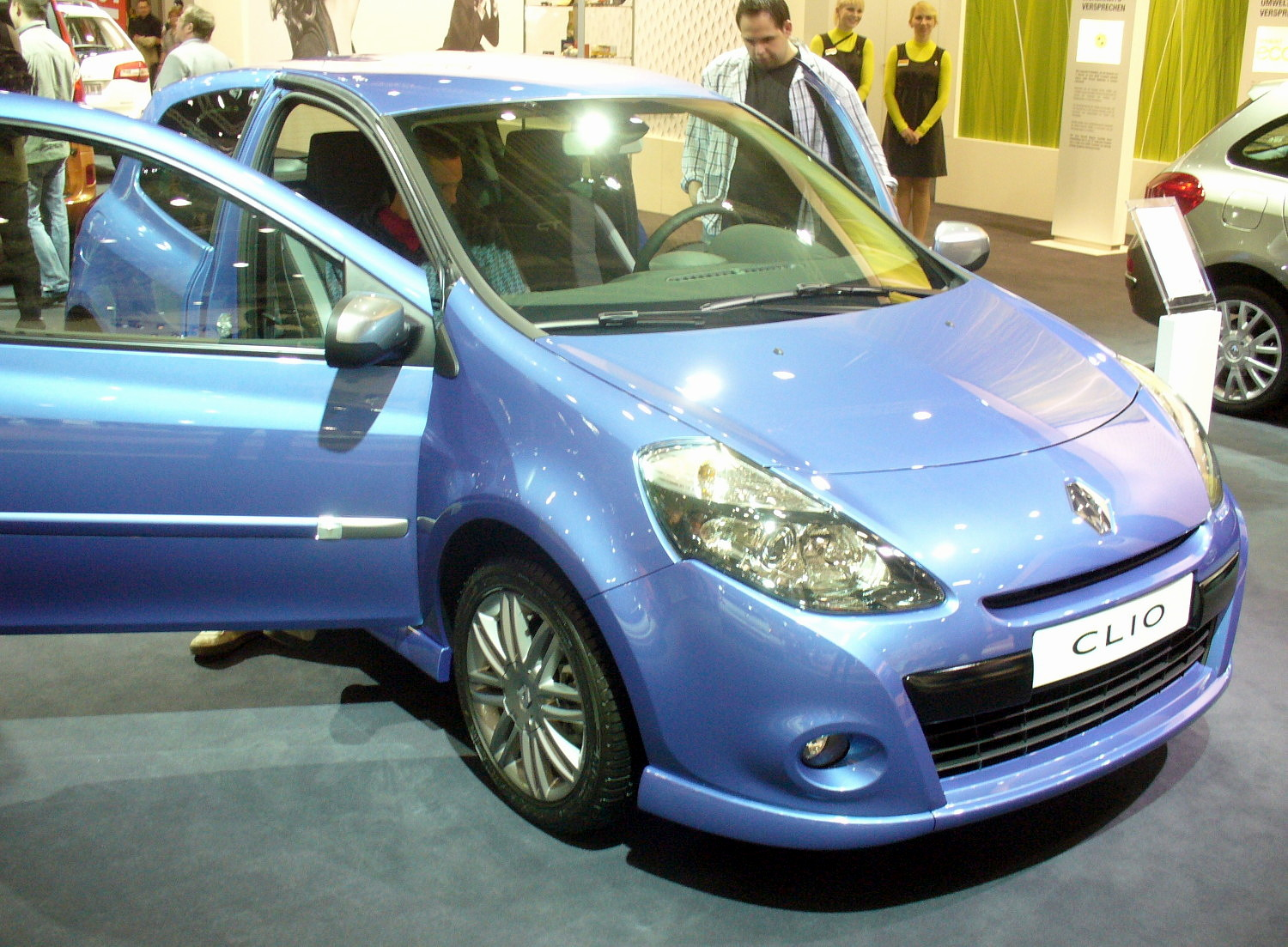
Clio III GT.
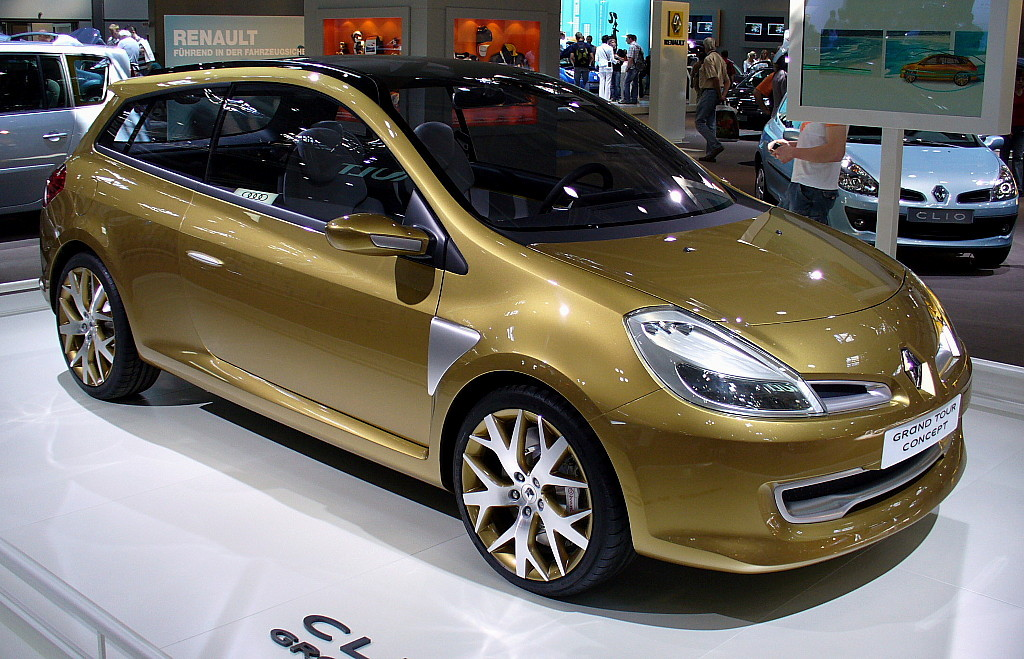
Clio Grand Tour Concept.
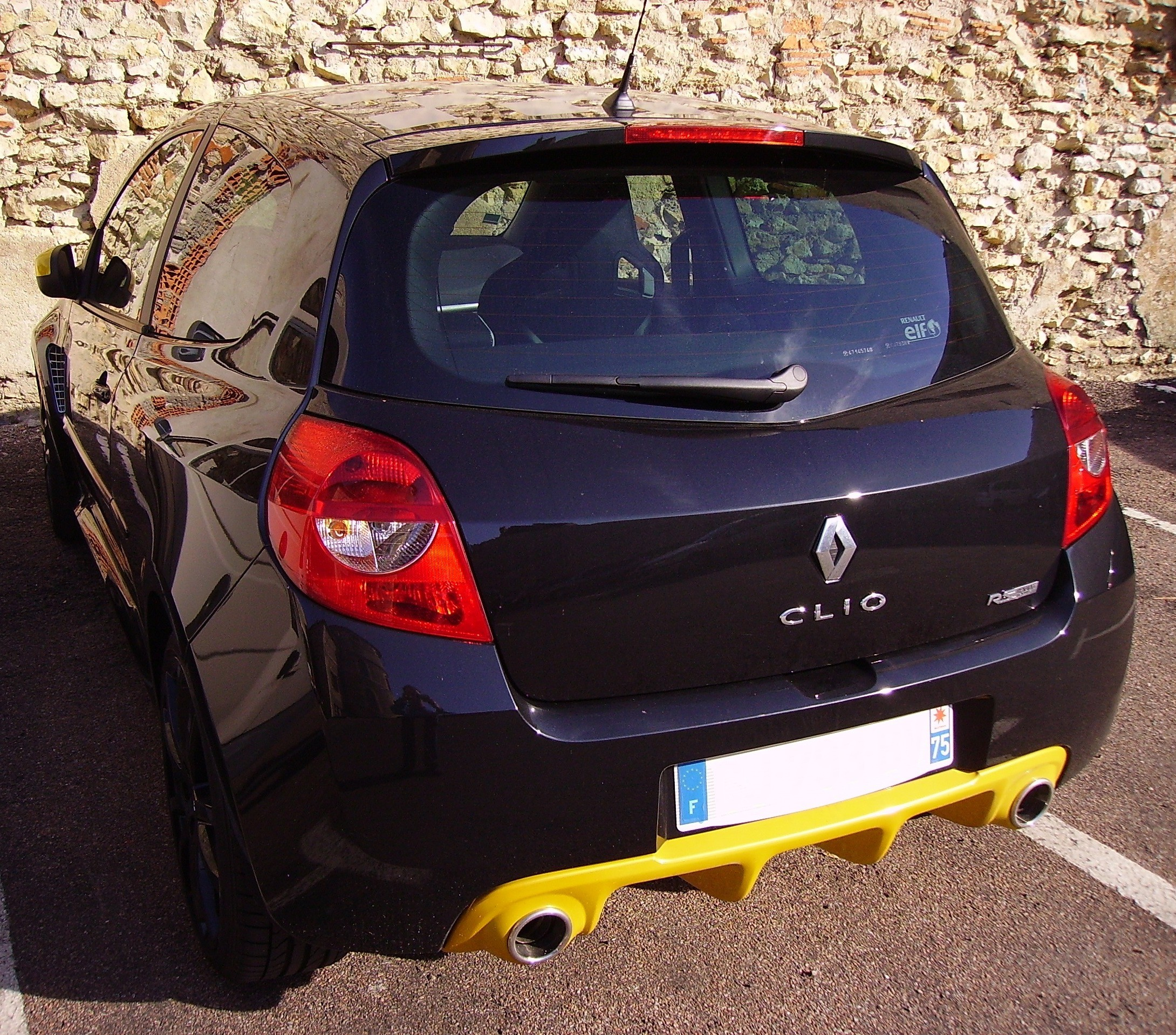
Clio RS Red Bull Racing RB7.